# SAXPY
SAXPY（Scalar Alpha X Plus Y）是一个在  Basic Linear Algebra Subprograms（BLAS）数据包中的函数，并且是一个并行向量处理机（vector processor）中常用的计算操作指令。SAXPY是标量乘法和矢量加法的组合：
{\displaystyle \mathbf {y} =\alpha \mathbf {x} +\mathbf {y} ,\,}
其中{\displaystyle \alpha }是标量，{\displaystyle \mathbf {x} }和{\displaystyle \mathbf {y} }是矢量。对於大多数函数，BLAS数据包中都存在四种的SAXPY的变体，分别是SAXPY、DAXPY、CAXPY和ZAXPY，这些变体的区别仅在於标量{\displaystyle \alpha }的数据类型不同。例程的说明在外部链接中可以找到。

## 不同数据类型

### SAXPY
SAXPY不仅是标量乘法加矢量加法运算的组合的通称，而且是特定的变体，其中标量{\displaystyle \alpha }和矢量{\displaystyle \mathbf {x} }、{\displaystyle \mathbf {y} }是单精度的。

### DAXPY
DAXPY以双精度的{\displaystyle \alpha }、{\displaystyle \mathbf {x} }和{\displaystyle \mathbf {y} }表示SAXPY。

### CAXPY
CAXPY以複數{\displaystyle \alpha }、{\displaystyle \mathbf {x} }和{\displaystyle \mathbf {y} }表示SAXPY。

### ZAXPY
ZAXPY以双精度複數{\displaystyle \alpha }、{\displaystyle \mathbf {x} }和{\displaystyle \mathbf {y} }表示SAXPY。

## 泛型实现
SAXPY最简单的泛型实现如下：
```
for (int i = m; i 
<
 n; i++) {
   y[i] = a * x[i] + y[i];
}
```